# Catocala augusta
Catocala augusta är en fjärilsart som beskrevs av H. Edwards 1875. Catocala augusta ingår i släktet Catocala och familjen nattflyn. Inga underarter finns listade i Catalogue of Life.